# Polca paraguaia

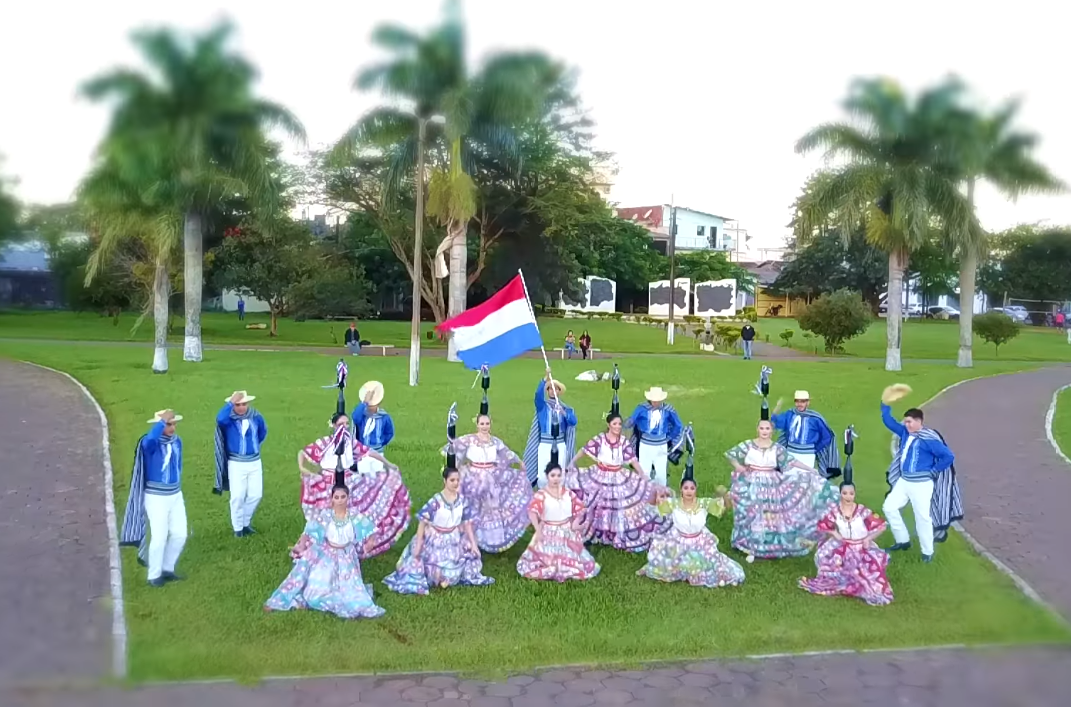

Polca paraguaia, também chamada de Danza Paraguaya (do espanhol, dança paraguaia), é um estilo musical criado no Paraguai no século XIX.
A polca paraguaia e suas principais derivações, guarânia e chamamé, são gêneros musicais que representam importantes aspectos da identidade cultural não apenas do próprio Paraguai, mas também das regiões norte da Argentina e centro-sul do estado brasileiro do Mato Grosso do Sul. No Brasil, a assimilação das configurações musicais desses gêneros encontra-se em processo de transformação, apontando para o surgimento de um gênero híbrido que o músico brasileiro por vezes chama de "rasqueado". Componentes estruturais mais próximos dos modelos originais podem ser ainda detectados no trabalho de músicos e intérpretes paraguaios estabelecidos em Campo Grande, bem como no de seus descendentes e sul-mato-grossenses identificados com o repertório sertanejo tradicional.

## Canções populares em Polca Paraguaia no Brasil
- Além Fronteira - Milionário & José Rico
- Coração de Pedra - Milionário & José Rico
- Dizem Que Sou Velho - Chitãozinho & Xororó
- Ela Fez Minha Cabeça - Chitãozinho & Xororó
- Fechei Meu Coração Para Balanço - Milionário & José Rico
- Galopeira - Chitãozinho & Xororó
- Hoje Eu Topo Tudo O Que Vier - Zezé Di Camargo & Luciano
- Lágrima Sublime - Trio Parada Dura
- Laços Quebrados - Rick & Renner
- Pede pra Voltar - João Paulo & Daniel
- Segredo Atroz - Milionário & José Rico
- Solidão a Dois - Victor & Leo part. Chitãozinho & Xororó
- Últimos dos Apaixonados - Zezé Di Camargo & Luciano
- Vá Pro Inferno Com Seu Amor - Milionário & José Rico
- Velocímetro do Amor - Lourenço & Lourival